# Leistungserbringungsrecht
Das Leistungserbringungsrecht regelt im Sozialrecht insbesondere die Rechtsbeziehungen zwischen den Leistungsträgern und den Leistungserbringern. Ein Beispiel ist das Zulassungswesen der Vertragsärzte und deren Vergütung durch die Krankenkassen.

## Sozialrechtliches Dreiecksverhältnis
Im Bereich der stationären und teilstationären Sozialhilfeleistungen ist das Leistungserbringungsrecht geprägt durch die rechtlichen Beziehungen zwischen den zur Leistung verpflichteten Sozialleistungsträgern, gemeinnützigen oder privaten Leistungserbringern und dem leistunsgberechtigten Hilfebedürftigen, dem gegenüber die Sozialleistungsträger durch die Leistungserbringer ihre Leistungspflicht erfüllen. Das sog. sozialrechtliche Dreiecksverhältnis stellt die Rechtsbeziehungen zwischen dem Leistungsträger, dem Leistungserbringer und dem Leistungsberechtigten sinnbildlich dar. Diese Konstellation wird von der neueren Rechtsprechung als Sachleistungsverschaffung bezeichnet.
Das sozialhilferechtliche Dreiecksverhältnis beschreibt die Gesamtheit der Rechtsbeziehungen, wenn Sozialhilfeleistungen nicht durch den Sozialhilfeträger selbst erbracht werden, sondern sich dieser zur Leistungserbringung der Dienste Dritter bedient, etwa bei teilstationären oder stationären Leistungen zur Eingliederungshilfe (§ 54 Abs. 2 SGB XII), aber auch bei der Heimerziehung (§ 34 SGB VIII). Da die Pflegekassen in der Regel keine eigenen Einrichtungen und Dienste betreiben dürfen, müssen sie in Wahrnehmung ihres Sicherstellungsauftrags mit geeigneten Leistungserbringern Versorgungsverträge abschließen, in denen Art, Inhalt, Umfang und Vergütung der Heimpflege festgelegt werden (§§ 69 und 73 SGB XI).
Die Rechtsbeziehungen kann man sich als gleichseitiges Dreieck vorstellen. Es bestehen
- ein öffentlich-rechtliches Sozialrechtsverhältnis (Grundverhältnis) zwischen dem Leistungsberechtigten und dem Leistungsträger, in dem bestimmte Sozialleistungen durch Verwaltungsakt bewilligt werden,
- ein privatrechtlicher Vertrag (Erfüllungsverhältnis) zwischen dem Leistungsberechtigten und dem Leistungserbringer, aus dem der Leistungsberechtigte Zahlungsansprüchen des Leistungserbringers für die erbrachten Vertragsleistungen ausgesetzt ist und
- ein öffentlich-rechtlicher Vertrag (Leistungsverschaffungsverhältnis) zwischen dem Leistungsträger und dem Leistungserbringer, der Leistungs-, Vergütungs- und Prüfungsvereinbarungen enthält (beispielhaft: § 75 Abs. 3, § 79 SGB XII).[5] Eine Zahlung erfolgt ohne Umweg über den Leistungsberechtigten direkt an die Einrichtung.

## Verantwortung und Pflichten des Leistungsträgers
Aus § 17 Abs. 1 SGB I ergibt sich dabei eine umfassende „Strukturverantwortung“ des Sozialhilfeträgers, die über die Sicherstellung der Leistungserbringung im Einzelfall hinausgeht und dem die Literatur zumindest eine Reflexwirkung zugunsten des einzelnen Leistungsberechtigten zuspricht. Daraus wird zumindest ein rechtserhebliches Interesse des einzelnen Leistungsberechtigten daran abgeleitet, dass der Sozialhilfeträger seiner in dieser Vorschrift normierten Verpflichtung nachkommt. Die Gesamtverantwortung der Träger der öffentlichen Jugendhilfe für die Erfüllung der Aufgaben der Kinder- und Jugendhilfe ist beispielsweise in § 79 SGB VIII ausdrücklich geregelt.

### Rechtsweg
Hinsichtlich des im Streitfall eröffneten Rechtswegs ist über das bürgerliche Erfüllungsverhältnis gem. § 13 GVG durch die Zivilgerichte, über öffentlich-rechtliche Streitigkeiten aus dem Grund- oder Leistungsverschaffungsverhältnis hingegen von den Sozialgerichten zu entscheiden (§ 51 Abs. 1 Nr. 6a SGG).
Nach höchstrichterlicher Rechtsprechung besteht im Grundverhältnis ein Anspruch des Leistungsberechtigten auf kumulative Schuldübernahme der für die Bedarfsdeckung entstehenden Aufwendungen gegen den Träger der Sozialhilfe (Schuldbeitritt durch Verwaltungsakt mit Drittwirkung), geltend zu machen mit einer Verpflichtungsklage. Im Prozess ist der Leistungserbringer notwendig beizuladen, wenn der Leistungsberechtigte nicht Zahlung an sich selbst, sondern an die Einrichtung verlangt.